# Karel Domin
Pour les articles homonymes, voir Domin.
Karel Domin, né le 4 mai 1882 à Kutná Hora et mort le 10 juin 1953 à Prague, est un homme politique et un botaniste tchèque.

## Biographie
Karel Domin fait ses études au gymnasium de Příbram puis à l’université Charles de Prague, où il reçoit une habilitation en botanique en 1906. En 1916, il devient professeur de botanique et se spécialise en phytogéographie et taxinomie végétale. Il devient membre de l’Académie des sciences tchèque et fonde l’institut de botanique de l’université de Prague.
Il lance la lutte pour les anciens insignes universitaires entre les universités tchèques et allemandes de Prague (insigniáda), qui provoquent des combats de rue et des émeutes. Durant la période 1935-1939, il est membre du parlement. Après les accords de Munich, il participe à la fondation du mouvement politique proche du fascisme Akce národní obrody.

## Œuvres
- (de) Florenprovinz von Westindien und Trinidad, Brünn, Rudolf M. Rohrer, 1929, Totius Orbis Flora Photographica Arte Depicta, vol. 1, 69 p. : 100 Fotogr.
- (cs) Pteridophyta. Soustavny Prehled Zijicich I Vyhynulych Kaprodorostu, Praze, Nakladem Ceske Akademie Ved A Umeni, 1929, Nova Encyklopedie Prirodnich Ved. Vydava Druha Trida Ceske Akademie, 276 p. : 162 fig.